# Căn cứ Liberty
Căn Cứ Liberty, Bắc Carolina, là một cơ sở quân sự của Quân đội Hoa Kỳ ở Bắc Carolina, và là một trong những cơ sở quân sự lớn nhất trên thế giới, với khoảng 57.000 quân nhân. Diện tích của nó bao trùm các quận Cumberland, Hoke, Harnett và Moore và giáp với các thị trấn Fayetteville, Spring Lake và Southern Pines. Trong một cuộc khảo sát dân số vào năm 2000, dân cư ở khu vực này là 29,813. Pháo đài Liberty là một trong mười cơ sở của Quân đội Hoa Kỳ mang tên của các các sĩ quan chỉ huy các đơn vị quân đội của Liên minh miền Nam trong Nội chiến Hoa Kỳ.
Căn cứ có diện tích hơn 251 dặm vuông Anh (650 km2).  Đây là nơi đóng quân của Quân đoàn dù số XVIII của Lục quân và là trụ sở  của Bộ Tư lệnh Các chiến dịch Đặc biệt của Quân đội Hoa Kỳ- cơ quan giám sát Bộ Tư lệnh Lực lượng Đặc nhiệm số 1 của Quân đội Hoa Kỳ (Dù) và Trung đoàn 75 Biệt động quân. Đây cũng là nơi đặt Bộ Tư lệnh Lực lượng Lục quân Hoa Kỳ, Bộ Tư lệnh Dự bị Quân đội Hoa Kỳ và Trung tâm Y tế Quân đội Womack. Căn cứ có 2 sân bay: Sân bay Pope, nơi Không quân Hoa Kỳ đặt trạm tiếp vận hàng không toàn cầu và một số đơn vị đặc biệt khác như Trường Kiểm soát Chiến đấu Không quân, và Sân bay Quân đội Simmons, nơi các đơn vị hàng không quân đội hỗ trợ nhu cầu của các lực lượng dù và đặc nhiệm ở căn cứ

## Lịch sử

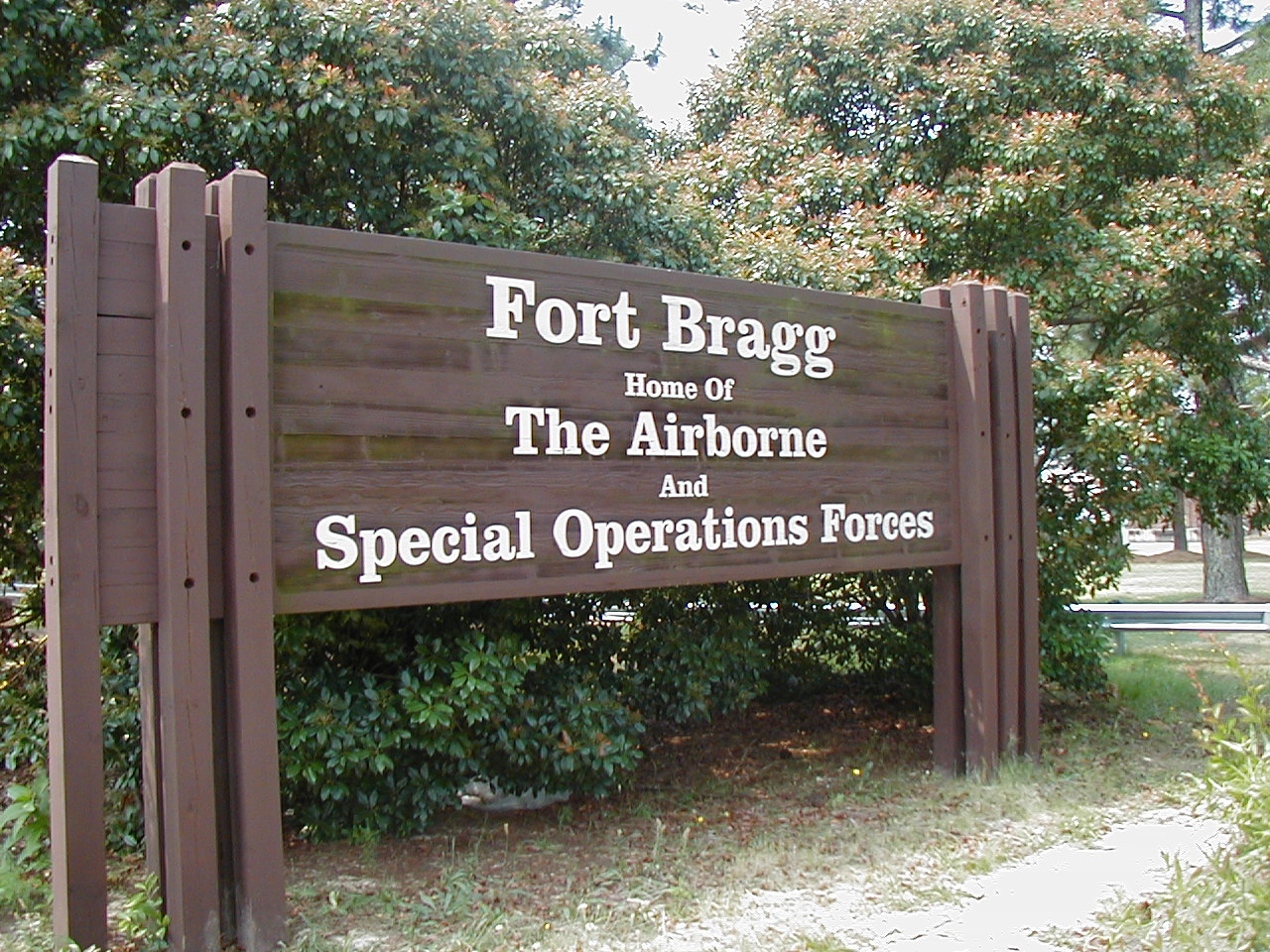
Biển báo ở lối vào căn cứ

### Thế Chiến thứ nhất
Trại Bragg được thành lập năm 1918 với vai trò là nơi huấn luyện pháo binh. Chỉ huy trưởng Pháo binh dã chiến, Tướng William J. Snow, đang tìm kiếm một khu vực có địa hình thích hợp, đủ đường thủy, đường sắt và khí hậu thích hợp cho việc huấn luyện quanh năm, và ông nhận thấy rằng khu vực mà ngày nay được gọi là Căn cứ Liberty đáp ứng tất cả các tiêu chí mong muốn.
Mục đích ban đầu của căn cứ là để sáu lữ đoàn pháo binh đóng ở đó và 6.000.000 đô la đã được chi cho đất đai và các bang. Có một sân bay trong trại được sử dụng bởi máy bay và bóng bay cho pháo binh. Sân bay được đặt tên là Pope Field vào ngày 1 tháng 4 năm 1919, để vinh danh Thiếu úy Harley H. Pope,  một phi công đã thiệt mạng khi bay gần đó. Quá trình xây dựng trại hoàn thành vào ngày 1 tháng 11 năm 1919.
Kế hoạch ban đầu về việc đồn trú 6 lữ đoàn đã bị hủy bỏ sau khi Thế chiến I kết thúc  và khi việc xuất ngũ hàng loạt bắt đầu. Lính pháo binh, cùng thiết bị và vật tư  từ Trại McClellan, Alabama, được chuyển đến Pháo đài Liberty và tiến hành thử nghiệm trên các vũ khí tầm xa được diễn ra tại đây.  6 lữ đoàn pháo binh được giảm xuống còn  2 và một doanh trại được xây dựng cho Lục quân và xây mới một trung tâm huấn luyện Vệ binh Quốc gia.  Đầu năm 1921, hai đơn vị pháo binh dã chiến: Lữ đoàn Pháo binh dã chiến 13 và 17, bắt đầu huấn luyện tại Trại Liberty. Cùng năm đó, Nhà thờ Long Street và sáu mẫu đất được thu hồi để phục vụ công việc bảo tồn. Nhà thờ đã được liệt kê trong Sổ đăng ký Quốc gia về Địa điểm Lịch sử vào năm 1974.
Do những cắt giảm sau chiến tranh, trại gần như phải đóng cửa hoàn toàn khi Bộ Chiến tranh ra lệnh đóng cửa trại vào ngày 7 tháng 8 năm 1921. Tướng Albert J. Bowley là chỉ huy trại và sau nhiều lần vận động, cũng như được Bộ trưởng Chiến tranh đến thăm trại, lệnh đóng cửa đã bị hủy bỏ vào ngày 16 tháng 9 năm 1921. Ban Pháo binh dã chiến được chuyển đến căn cứ Liberty vào ngày 1 tháng 2 năm 1922.
Trại Liberty được đổi tên thành Căn cứ Liberty vào ngày 30/9/1922, điều này thể hiện nơi đây trở thành căn cứ quân thường trực. Từ năm 1923 đến năm 1924, các công trình kiên cố được xây dựng tại căn cứ Liberty, bao gồm bốn trại lính.

### Chiến tranh Thế giới II
Năm 1940, trong Thế chiến thứ hai, quân số của căn cứ đã lên tới 5.400 người; tuy nhiên, vào năm sau, con số đó đã tăng lên 67.000. Nhiều đơn vị khác nhau được huấn luyện tại Pháo đài Liberty trong Thế chiến II, bao gồm Sư đoàn bộ binh 9, Sư đoàn thiết giáp số 2, Sư đoàn dù 82, Sư đoàn bộ binh 100 và các nhóm pháo dã chiến khác nhau. Dân số đạt mức cao nhất là 159.000 người trong những năm chiến tranh.

### Chiến tranh lạnh
Sau Chiến tranh Thế giới thứ hai, Sư đoàn Dù số 82 đóng quân thường trực tại Liberty, đơn vị duy nhất ở đó một thời gian. Tháng 7 năm 1951, Quân đoàn dù XVIII được tái hoạt động tại Liberty. Căn cứ trở thành một trung tâm huấn luyện chiến tranh đặc biệt (chiến tranh du kích, chống khủng bố...), với việc thành lập Trung tâm Chiến tranh Tâm lý vào tháng 4 năm 1952, theo sau là Nhóm Lực lượng Đặc biệt số 10.
Năm 1961, Tập đoàn quân đặc nhiệm số 5 (Nhảy dù) được kích hoạt tại Fort Liberty, với nhiệm vụ huấn luyện các lực lượng chống nổi dậy ở Đông Nam Á. Cũng trong năm 1961, bức tượng "Iron Mike",  tưởng nhớ, ghi công tất cả những người lính Dù, trong quá khứ, hiện tại và tương lai, đã được tạc. Vào đầu năm 1962, lữ đoàn An ninh Quân đội 326, bị ngưng hoạt động sau Chiến tranh Triều Tiên, được tái hoạt động tại Ft. Liberty thuộc Quân đoàn XVIII. Vào tháng 8 năm đó, một đội ngũ hoạt động của Lữ đoàn đó đã được chuyển đến Homestead AFB Florida  do Cuộc khủng hoảng tên lửa Cuba. Trong những năm 1963, đội quân đó được điều động lại cho Trạm dã chiến số 6 của USASA mới được thành lập. Hơn 200.000 thanh niên đã trải qua khóa huấn luyện chiến đấu cơ bản tại đây trong giai đoạn 1966–70. Vào đỉnh điểm của Chiến tranh Việt Nam năm 1968, quân số của Fort Liberty đã tăng lên 57.840 người. Tháng 6 năm 1972, Bộ Tư lệnh Hỗ trợ Quân đoàn 1 chuyển đến Liberty.
Trong những năm 1980, đã có một loạt sự triển khai các đơn vị đồn trú tại đây đến Caribe, lần đầu tiên đến Grenada vào năm 1983, Honduras vào năm 1988 và đến Panama vào năm 1989. Nhóm Lực lượng Đặc biệt số 5 rời Pháo đài Liberty vào cuối những năm 1980.

### Chiến tranh trung đông

Các binh sĩ của Sư đoàn Dù 82 huấn luyện tại Fort Liberty, tháng 12 năm 2005

Năm 1990, Quân đoàn Dù XVIII và Sư đoàn Dù số 82 được triển khai đến Ả Rập Xê Út để hỗ trợ Chiến dịch Lá chắn Sa mạc và Chiến dịch Bão táp Sa mạc. Vào giữa và cuối những năm 1990, việc hiện đại hóa các cơ sở ở Liberty được đấy mạnh. Doanh trại bằng gỗ trong Thế chiến II đã bị dỡ bỏ gần hết, một trạm bưu chính mới được xây dựng, và Trường Tiểu học Devers được mở cùng với một số dự án khác.
Theo kết quả của các chiến dịch ở Afghanistan và Iraq, các đơn vị trên Pháo đài Liberty đã nhận thấy sự gia tăng đáng kể về nhịp độ hoạt động (OPTEMPO), với các đơn vị tiến hành hai, ba, thậm chí bốn hoặc nhiều lần triển khai đến các khu vực chiến đấu. Theo chỉ dẫn của pháp luật và theo khuyến nghị của Ủy ban Phân bổ và Đóng cửa Căn cứ năm 2005, Căn cứ McPherson, Georgia, bị đóng cửa và Bộ Tư lệnh Lực lượng Lục quân Hoa Kỳ và Bộ Tư lệnh Lực lượng Dự bị Quân đội Hoa Kỳ được chuyển đến  Liberty, Bắc Carolina. Một cơ sở mới của Bộ Chỉ huy Lực lượng Dự bị FORSCOM / Quân đội Hoa Kỳ được xây dựng tại Fort Liberty vào tháng 6 năm 2011. Bộ Tư lệnh Lực lượng đã tổ chức ngày 24 tháng 6 năm 2011 một buổi lễ " Hạ cờ " của Quân đội tại Căn cứ McPherson và một buổi lễ "Kéo cờ" vào ngày 1 tháng 8 năm 2011, tại Căn cứ Liberty. Vào ngày 1 tháng 3 năm 2011, Pope Field, (căn cứ không quân cũ Pope), được sáp nhập với Pháo đài Liberty.

## Các đơn vị đóng quân ở căn cứ

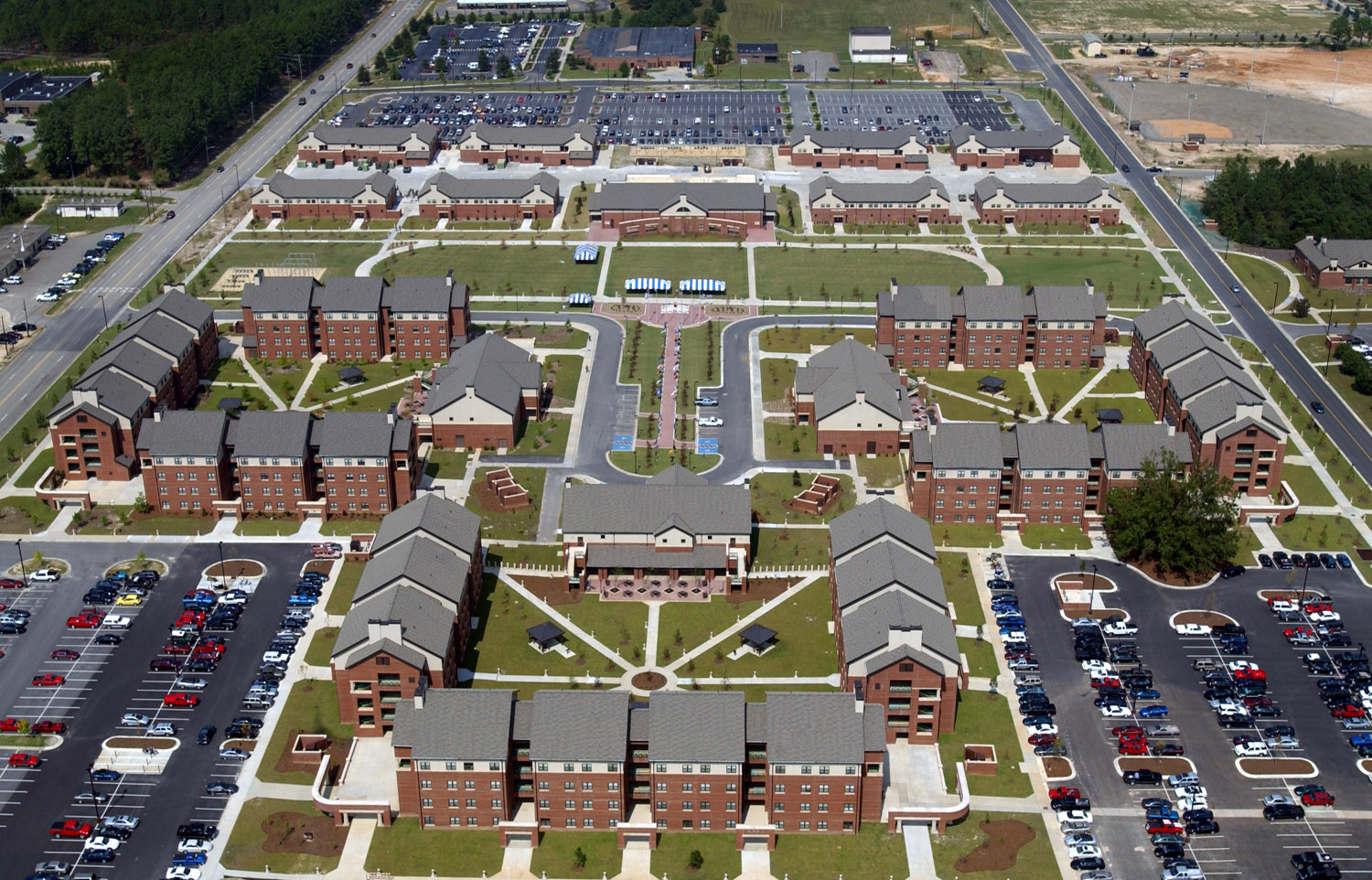
Doanh trại của Lữ đoàn 1, Sư đoàn Dù 82 tại Fort Liberty

Lính nhảy dù huấn luyện tại Fort Liberty

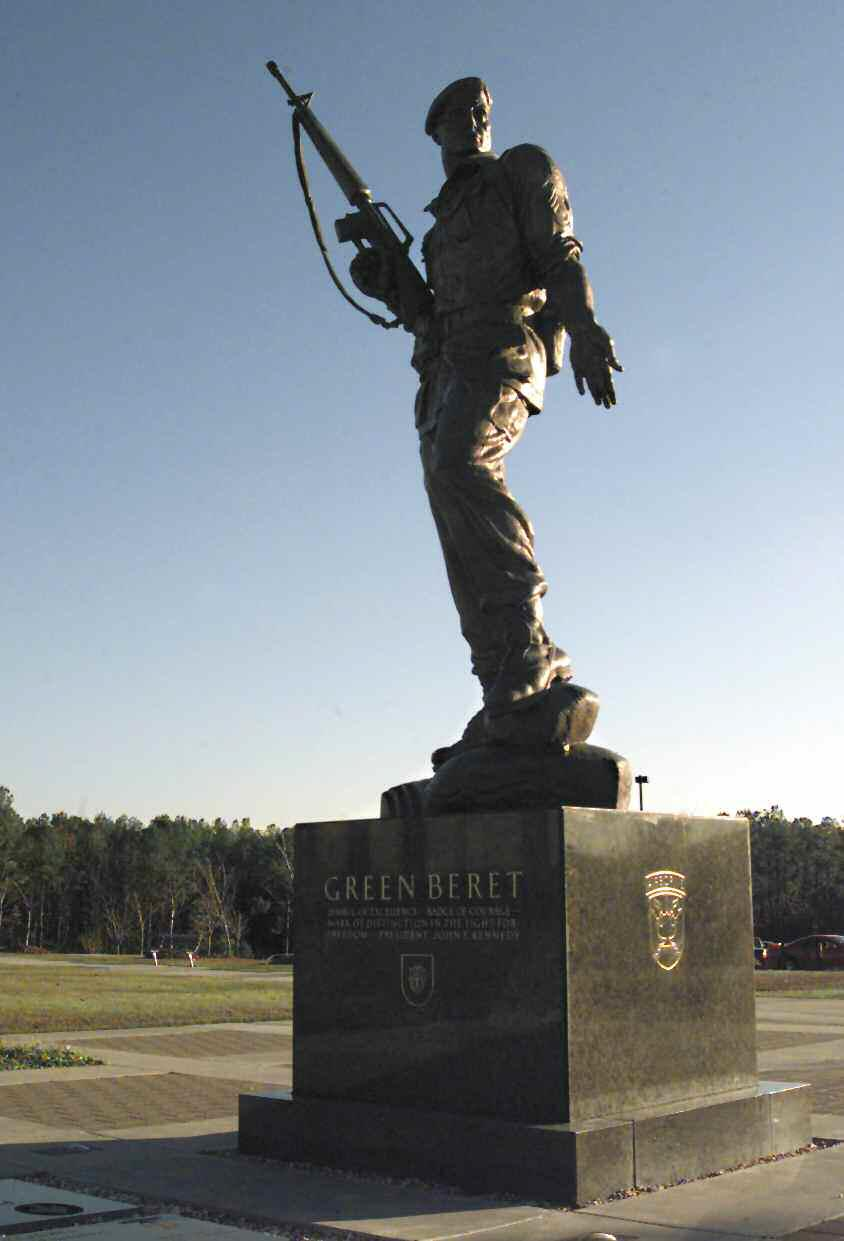
Tượng đài tưởng niệm chiến sĩ đặc biệt ở Pháo đài Liberty

Các bộ chỉ huy chính tại căn cứ gồm Bộ Tư lệnh Lực lượng Lục quân Hoa Kỳ, Bộ Tư lệnh Dự bị Lục quân Hoa Kỳ và Bộ Tư lệnh Các Chiến dịch Đặc biệt của Quân đội Hoa Kỳ. Một số đơn vị hoạt động đường không và đặc nhiệm của Quân đội Hoa Kỳ đang đóng tại Fort Liberty, đặc biệt là Sư đoàn Dù số 82, Nhóm Lực lượng Đặc nhiệm 3 (Dù) và Lực lượng Delta. Sau này được điều khiển bởi Bộ chỉ huy các hoạt động đặc biệt chung, có trụ sở tại Pope Field ở Fort Liberty.
- Quân đoàn dù XVIII: 
  - Sở chỉ huy, Quân đoàn dù XVIII
  - Sư đoàn dù 82 
    - Sở chỉ huy Sư đoàn và Bộ chỉ huy Tiểu đoàn, Sư đoàn 82 Nhảy Dù
    - Đội chiến đấu của Lữ đoàn bộ binh số 1 "Đội chiến đấu của Lữ đoàn quỷ số 1"
    - Đội chiến đấu của Lữ đoàn bộ binh 2 "Đội chiến đấu của Lữ đoàn Falcon số 2"
    - Đội chiến đấu của Lữ đoàn bộ binh 3 "Đội chiến đấu của Lữ đoàn báo 3"
    - Pháo binh Sư đoàn Dù 82
    - Lữ đoàn duy trì sư đoàn dù 82

  - Lữ đoàn pháo binh dã chiến 18
  - Lữ đoàn công binh 20
- Bộ chỉ huy các hoạt động đặc biệt của quân đội Hoa Kỳ: 
  - Bộ tư lệnh Lực lượng đặc biệt số 1 (Nhảy dù) 
    - Trụ sở chính và Trụ sở chính Công ty
    - Tiểu đoàn Tình báo Bộ Tư lệnh Lực lượng Đặc biệt 1
    - Nhóm lực lượng đặc biệt số 3 (Nhảy dù)

  - Bộ Tư lệnh Hàng không Hoạt động Đặc biệt của Quân đội Hoa Kỳ
  - Nhóm hoạt động tâm lý thứ 4 (Dù)
  - Nhóm hoạt động tâm lý thứ 8 (Dù)
  - Lữ đoàn Nội công 95 (Nhảy dù)
  - Lữ đoàn 528 (Dù)
  - Trung tâm Chiến tranh Đặc biệt John F. Kennedy và Trường học
- Các đơn vị quân đội khác trên cơ sở: 
  - Qaan đoàn quân nhạc số 1
  - Lữ đoàn tình báo quân đội 525
  - Lữ đoàn 16 quân cảnh
  - Lữ đoàn quân y 44
  - Lữ đoàn Pháo binh Phòng không 108
  - Tiểu đoàn 1, Trung đoàn 313 (Tiểu đoàn Hỗ trợ Hậu cần)
  - Tiểu đoàn hỗ trợ của Lữ đoàn 407
  - Tiểu đoàn công binh Lữ đoàn 127
  - Đại đội B, Tiểu đoàn công binh 249 (Điện Thủ)
  - Tiểu đoàn tín hiệu viễn chinh 50
  - Ban giám đốc thử nghiệm hoạt động đặc biệt và trên không
- Các đơn vị tại Simmons Army Airfield: 
  - Trung đoàn hàng không 82
- Các đơn vị tại Pope Field: 
  - Nhóm hoạt động hỗ trợ không quân thứ 18
  - Phi đội Tình báo Hoạt động Đặc biệt 11
  - Phi đội Hoạt động Hỗ trợ Không quân số 14
  - Phi đội chiến thuật đặc biệt thứ 24
  - Nhóm hoạt động cơ động hàng không 43d
  - Bộ chỉ huy các hoạt động đặc biệt chung 
    - Biệt đội Tác chiến Đặc nhiệm-Delta (SFOD-D) (còn gọi là "Lực lượng Delta")
    - Đơn vị liên lạc chung

  - Lữ đoàn hỗ trợ lực lượng an ninh số 2 (SFAB 2)

## Địa lý và sinh thái
Pháo đài Liberty ở 35 ° 8'21 "bắc, 78 ° 59'57" tây (35,139064, −78,999143).
Theo Cục điều tra dân số Hoa Kỳ, các bài có diện tích tổng cộng 49,2 kilômét vuông (19,0 dặm vuông Anh)    trong đó, 49,1 kilômét vuông (19,0 dặm vuông Anh)    của nó là đất và 0,1 dặm vuông Anh (0,26 km2)     của nó là nước. Tổng diện tích là 0,32% nước.
Các hồ Kiest, Simmons, Boundary Line, McFayden, Hurley và Holland được quản lý chặt chẽ để duy trì quần thể cá. Các hồ Croatan, Cút, Deer Pen, Overhills, Big Muddy, Little Muddy, Texas, MacArthur, Smith, Mott và Lindsay được quản lý, nhưng thường không được xử lý hoặc bổ sung vì quần thể cá của chúng rất đáng kính và được duy trì tự nhiên.

## Nhân khẩu học
Theo điều tra dân số  năm 2000, có 29.183 nhân khẩu, 4.315 hộ gia đình và 4.215 gia đình cư trú trên cơ sở này. Mật độ dân số là 1,540 người trên dặm vuông (0,595/km2). Có 4.420 đơn vị nhà ở với mật độ trung bình là 233,3 trên dặm vuông (90,1/km2)..

### Thành phần chủng tộc
Năm 2000, thành phần chủng tộc của cơ sở là 58,1% người da trắng, 25,3% người Mỹ gốc Phi, 1,2% người Mỹ bản địa, 1,8% người châu Á, 0,9% người đảo Thái Bình Dương, 8,3% từ các chủng tộc khác và 4,4% từ hai hoặc nhiều chủng tộc. 15,8% dân số là người gốc Tây Ban Nha hoặc La tinh.

### Hộ gia đình
Năm 2000, có 4.315 hộ gia đình, trong đó 85,3% có con dưới 18 tuổi sống chung với họ, 88,9% là các cặp vợ chồng sống chung, 7,2% có chủ hộ là nữ không có chồng và 2,3% không có gia đình.. 2,1% tổng số hộ gia đình chỉ gồm cá nhân và 0,0% là người sống một mình 65 tuổi trở lên. Quy mô hộ trung bình là 3,72 và quy mô gia đình trung bình là 3,74.

### Lứa tuổi
Phân bố độ tuổi năm 2000 là 25,8% dưới 18 tuổi, 40,9% từ 18 đến 24, 32,3% từ 25 đến 44, 1,1% từ 45 đến 64 và 0,1% từ 65 tuổi trở lên. Tuổi trung bình là 22 tuổi. Cứ 100 nữ thì có 217,1 nam. Cứ 100 nữ 18 tuổi trở lên, đã có 293,5 nam giới. Tất cả những số liệu thống kê này là tiêu biểu cho các căn cứ quân sự.  

### Thu nhập
Thu nhập trung bình của một hộ gia đình theo điều tra dân số năm 2000 là $ 30,106 và thu nhập trung bình của một gia đình là $ 29,836. 10,0% dân số và 9,6% số gia đình dưới mức nghèo khổ. Trong tổng dân số, 11,4% những người dưới 18 tuổi và 0,0% những người 65 tuổi trở lên sống dưới mức nghèo khổ.

### Nhà ở
Nhà ở tại căn cứ đang là tâm điểm tin tức khi phát hiện ra nồng độ cao chì, thạch tín, mốc đen trong nhà

## Sự kiện đáng chú ý
- Vào tháng 1 năm 1942, Mickey Rooney đến thăm Pháo đài Liberty để chiêu đãi những người lính.[16] Hai năm sau, ông nhập ngũ và phục vụ trong Quân đội cho đến khi Thế chiến II kết thúc.
- Vào ngày 12 tháng 10 năm 1961, Tổng thống John F. Kennedy đến thăm Ft. Liberty và Trung tâm Chiến tranh Đặc biệt của Quân đội Hoa Kỳ và chính thức hóa việc đeo Mũ nồi xanh.[17]
- Vào ngày 17 tháng 2 năm 1970, người vợ đang mang thai và hai con gái của Jeffrey R. MacDonald bị sát hại. Các sự kiện xung quanh vụ giết người được kể lại trong cuốn sách Fatal Vision, chính nó đã được dựng thành một miniseries truyền hình cùng tên.
- Vào ngày 10 tháng 5 năm 1987, Tổng thống Ronald Reagan đến thăm trong một chương trình USO với Bob Hope và những người nổi tiếng khác.[18]
- Vào ngày 1 tháng 7 năm 1987, một chiếc C-130 bị rơi trong một cuộc biểu tình công khai tại Khu thả Sicily. Bốn phi công và một binh sĩ thiệt mạng.[19]
- Vào ngày 23 tháng 3 năm 1994, 24 thành viên của Sư đoàn Dù số 82 của Fort Liberty đã thiệt mạng và hơn 100 người khác bị thương trong khi chuẩn bị cho một hoạt động huấn luyện trên không thông thường trong thảm họa Green Ramp tại căn cứ Không quân Pope lân cận. Đây là tổn thất nhân mạng tồi tệ nhất trong thời bình mà sư đoàn phải gánh chịu kể từ khi Thế chiến thứ hai kết thúc.
- Ngày 27 tháng 10 năm 1995, William Kreutzer, Jr đã nổ súng tại Pháo đài Liberty, giết chết một sĩ quan và làm bị thương 18 binh sĩ khác.
- Vào ngày 28 tháng 6 năm 2005, Tổng thống George W. Bush đã có bài phát biểu trên truyền hình toàn quốc tại Fort Liberty để tái khẳng định sứ mệnh của Hoa Kỳ tại Iraq.
- Vào ngày 13 tháng 12 năm 2011, WWE đã tổ chức Lễ truy điệu quân nhân hàng năm cho Pháo đài Liberty tại Đấu trường Fayetteville Crown với các ngôi sao khách mời đặc biệt Robin Williams, Nickelback và Mary J. Blige.
- Vào ngày 14 tháng 12 năm 2011, Tổng thống Barack Obama đã có bài phát biểu trên truyền hình quốc gia cảm ơn những người lính đã phục vụ họ trong Chiến dịch Tự do Iraq.[20]
- Năm 2012, Ashley Broadway, vợ của Trung tá. Heather Mack, đã bị từ chối tư cách thành viên đầy đủ của Hiệp hội Vợ chồng Sĩ quan Liberty.[21]
- Vào ngày 28 tháng 6 năm 2012, Đặc nhiệm Ricky G. Elder đã bắn chết Trung tá Roy L. Tisdale của Lữ đoàn Giám sát Chiến trường 525 trong một cuộc họp ngắn về an toàn. Người lính này cũng tự bắn mình và làm bị thương hai người lính khác.[22] Anh ta sau đó đã chết vì vết thương của mình.[23]
- Vào ngày 20 tháng 1 năm 2013, Army Times nêu bật trải nghiệm của một cặp đồng tính đã kết hôn tại Fort Liberty, cả hai đều là thành viên dịch vụ, những người bị từ chối trợ cấp nhà ở và các quyền lợi khác dành cho các thành viên dịch vụ kết hôn khác giới.[24]
- Vào ngày 8 tháng 3 năm 2016, Major League Baseball thông báo rằng Atlanta Braves và Miami Marlins sẽ chơi một trò chơi đặc biệt trên trang web trung lập, Trò chơi Fort Liberty, tại Sân vận động Fort Liberty, một sân bóng mới được xây dựng tại Fort Liberty, vào ngày 3 tháng 7 năm 2016. Đây là lần đầu tiên một cơ sở quân sự đang hoạt động tổ chức một trận đấu thường kỳ của một giải đấu thể thao chuyên nghiệp. Trò chơi có sự tham gia chủ yếu của các thành viên quân đội.[25] Ngoài ra, trò chơi là trận đấu thường xuyên của giải bóng chày Major League Baseball đầu tiên từng được tổ chức ở bang North Carolina.[26] Sân bóng được xây dựng trên một sân gôn không sử dụng và có 12.500 người hâm mộ cho trận đấu, trận thắng Marlins 5–2 được truyền hình trực tiếp trên kênh truyền hình ESPN. Sau khi trận đấu kết thúc, khán đài và các cơ sở vật chất khác đã bị dỡ bỏ và sân đấu trở thành một sân thể thao đa dụng.[27]

## Những người đáng chú ý
- Michael Blake, tác giả và nhà biên kịch
- Henry Hill (1943–2012), cộng sự của Mafia
- Ernie Logan, cựu cầu thủ bóng đá NFL
- Jeffrey MacDonald, cựu bác sĩ Mũ nồi xanh; bị buộc tội năm 1970 giết người vợ đang mang thai và hai con gái; bị kết án năm 1979 và thụ án chung thân
- Jason Miller (sinh năm 1980), võ sĩ võ tổng hợp đã nghỉ hưu, lớn lên ở Fort Liberty
- Julianne Moore, nữ diễn viên (sinh năm 1960)
- Joe Morris, nhà vô địch Super Bowl và Pro Bowl hai lần chạy trở lại

## Chôn cất
Nữ diễn viên Martha Raye được chôn cất tại Pháo đài Liberty để tưởng nhớ công việc của cô với USO trong Thế chiến II và Việt Nam.
- The Special Warfare Memorial Statue (Bronze Bruce)
- Pathfinder
- Pope Field
- Simmons Army Airfield
- 82nd Airborne Division War Memorial Museum
- Camp Mackall
- United Service Organization of North Carolina
- Exercise Swarmer
- United States Army Forces Command
- William Kreutzer, Jr. (Fort Liberty sniper)